# Garuda Indonesia Championships Jakarta
Il Garuda Indonesia Championships Jakarta è un torneo professionistico di tennis giocato su campi in cemento. Fa parte dell'ITF Women's Circuit. Si gioca annualmente a Giacarta in Indonesia.

## Albo d'oro

### Singolare
| Anno | Campionessa     | Finalista       | Punteggio     |
| ---- | --------------- | --------------- | ------------- |
| 2011 | Tamaryn Hendler | Chanel Simmonds | 5–7, 6–4, 6–3 |

### Doppio
| Anno | Campionesse                               | Finaliste                 | Punteggio |
| ---- | ----------------------------------------- | ------------------------- | --------- |
| 2011 | Nicha Lertpitaksinchai Nungnadda Wannasuk | Kao Shao-yuan Zhao Yijing | 6–4, 6–4  |